# Seleção Norte-Cipriota de Futebol
A Seleção Norte-Cipriota de Futebol representa a República Turca de Chipre do Norte - um país de facto reconhecido apenas pela Turquia - nas competições de futebol. Não é afiliada à FIFA nem à UEFA, e por este motivo, não pode disputar a Copa do Mundo nem a Eurocopa.
Filiada atualmente à ConIFA, a seleção disputou a Copa do Mundo VIVA de 2012 onde alcançou a final, perdendo por 2 a 1 frente ao Curdistão. Posteriormente disputou a Copa do Mundo ConIFA de 2018, onde ficou em segundo lugar.

## Títulos
Copa do 50º Aniversário da KTFF2005
FIFI Wild Cup2006
ELF Cup2006